# Aragyugh
Aragyugh (en arménien Արագյուղ) est une communauté rurale du marz de Kotayk, en Arménie. Elle compte 1 313 habitants en 2008.